# 죽간

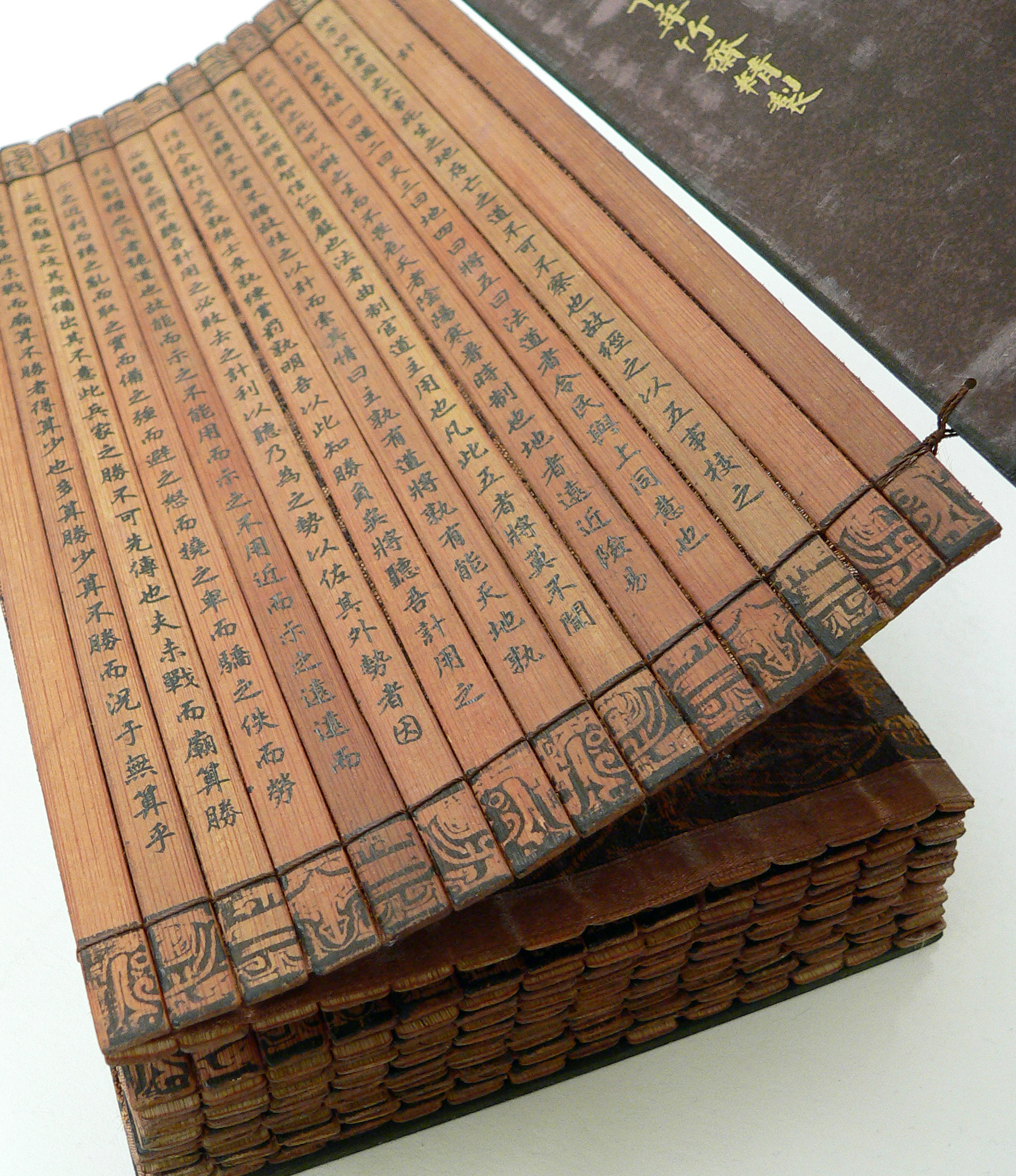
《손자병법》이 쓰인 죽간

죽간(竹簡)은 대나무를 엮은 뒤 그 위에 글씨를 쓰는 기록수단이다. 죽간으로 이루어진 편지를 죽찰(竹札)이라 부르기도 한다.
종이가 발명되기 전까지 가죽이나 비단과 더불어 사용되었으며, 무게가 무거워서 이동이 불편한 단점이 있었다. 진나라의 시황제의 문화 탄압인 분서갱유 사건 당시 유학자들과 더불어 탄압받는 비극을 당하기도 했다.

## 같이 보기
- 금석문
- 목간